# À la dure (Mark Twain)
Pour les articles homonymes, voir À la dure.
À la dure (Roughing It) est un récit de voyage semi-autobiographique de Mark Twain publié en 1872.

## Historique
Mark Twain écrivit À la dure en 1870-71 et le publia en 1872 comme préquelle de Innocents Abroad. Le livre raconte les voyages du jeune Clemens dans l'Ouest, alors qu'il est secrétaire particulier de son frère Orion. Il y décrit le travail dans les mines d'argent du Comstock Lode peu avant le krach de 1875.
La verve de Mark Twain se déchaîne tout au long du livre et n'épargne personne... et surtout pas lui-même, jeune naïf (ou prétendu tel) confronté aux dures réalités d'un territoire-frontière : l'administration de l'État du Nevada, fraîchement incorporé au territoire des États-Unis, est encore embryonnaire et son frère Orion Clemens, secrétaire du fraîchement nommé Gouverneur de l'État, après avoir pris la diligence et rejoint Carson-City, n'a ni bureaux ni locaux de travail, l'administration se logeant, très provisoirement, dans un hôtel doublé d'un saloon. Mark Twain s'essaiera à la recherche de l'or (et oubliera de confirmer ses droits sur le seul filon réellement productif qu'il ait jamais découvert), se fera vendre un cheval mexicain particulièrement incontrôlable, s'engagera comme ouvrier dans une usine de raffinage de minerai d'argent, s'aventurera dans ce qui n'est pas encore l'État de l'Utah et rencontrera brièvement Brigham Young, le chef des mormons,  dont il fera une caricature pour le moins décapante, mettra le feu accidentellement à la forêt environnant le Lac Mono (où il manquera de faire naufrage) avant d'atteindre les rives du Pacifique en Californie.
Certains passages de son livre ont été rétablis dans les éditions récentes de ce livre, en particulier la description satirique très mordante, voire dérangeante, des indiens Goshoots, où il prend le contrepied exact des écrits de Fenimore Cooper, description omise des premières traductions car jugée raciste par les éditeurs.
C'est ce livre qui inspira Chuck Jones pour la création de Bip Bip et Coyote.

### Éditions
- Roughing It, London and Hartford (l'édition anglaise est en deux parties, Roughing It et The Innocents at Home, et fut publiée un peu avant l'édition américaine), 1872
- The Innocents at Home (Roughing It, part. II), London : George Routledge and Sons, 1872

### Traductions
- À la dure, traduit par Henri Motheré, La Revue Blanche, Paris, 1901
- À la dure, tomes I et II, Petite bibliothèque Payot, 1993 (cette traduction reprend une bonne partie de la précédente)  (ISBN 978-2-2288-8734-2) et  (ISBN 978-2-2288-8735-9)
- À la dure (extraits), nouvelle traduction de Michel Philipp et Andrew Poirier, dans Le Rapt de l'éléphant blanc et autres nouvelles, Omnibus, 2010